# 上游网络
上游信息科技(上海)有限公司，簡稱上游信息、上游科技，品牌名為上游网络，前身是北京上游互动信息科技有限公司，簡稱上游互动，是一家總部位於中華人民共和國上海市嘉定區的電子遊戲開發商，主要開發手機行動端遊戲，代表作為《塔防三國志》。

## 歷史
上游信息的創始人刘智君曾經擔任過联众世界產品經理、人人遊戲社交遊戲製作人及藝電大中國區產品總監。2012年，刘智君受到前人人遊戲部下的創業計劃影響，主動辭去藝電的工作，加入到創業計劃中。憑藉過去在行業內的經驗，刘智君給團隊定下「从页游到手游」的發展目標，計劃團隊先開發網頁遊戲以累積資金，再慢慢轉移到手機遊戲開發上。2012年3月，刘智君註冊成立北京上游互动信息科技有限公司，簡稱上游互动。公司成立初期只有不足10人，同年7月，上游互动開發的社交遊戲《塔防三國志》參加騰訊開放平台公測後首次舉辦的「开放平台应用创新大赛」，並獲得當月企業排行榜首位，遊戲上線三個月為上游互动帶來1000萬人民幣的營收。到2013年3月，《塔防三國志》的每天活躍用戶已經超過200萬人，6月遊戲的iOS版推出。
2013年中國大陸國內出現了遊戲公司併購潮，公司的競爭壓力增加，讓原本打算讓公司上市的刘智君有了出售公司的想法。2013年9月17日，上游互动轉為上游信息科技(上海)有限公司（簡稱上游信息）全資持有。同年10月，上市公司掌趣科技表示將以8.14億人民幣收購上游信息七成的股份，2015年收購剩下三成股份，被全資收購的上游信息亦建立品牌名上游网络。2013年憑藉《塔防三國志》，上游信息獲得該年中国游戏产业年会的「2013年度中国十大新锐游戏企业」。雖然獲得大量資金，但是上游信息並沒有進行大規模擴展，公司人數保持在200人左右，刘智君認為公司應該專注一個项目，避免盲目擴張，走「精細化的路線」。
2015年5月，上游网络代理发行泰尼游戏開發的《超級飛俠》手機遊戲版。2016年，上游网络推出新一款塔防手機遊戲《大聖頂住》並在韓國市場發行。2017年，上游网络獲有妖氣授權推出《鎮魂街》的網頁遊戲。

## 主要開發遊戲
| 遊戲名稱               | 營運日期  | 停運日期      | 備註         |
| ---------------------- | --------- | ------------- | ------------ |
| 《塔防三國志》         | 2012年4月 |               | [ 9 ]        |
| 《回到三國志》         | 2014年7月 | 2021年1月11日 | [ 9 ] [ 14 ] |
| 《大聖頂住》           | 2016年7月 | 2017年3月15日 | [ 9 ] [ 15 ] |
| 《QQ空間農場》         | 2017年2月 |               | [ 9 ]        |
| 《末日之城》           | 2017年3月 |               | [ 9 ]        |
| 《鎮魂街》網頁版       | 2017年9月 | 2018年7月11日 | [ 9 ] [ 16 ] |
| 《初音未来：梦幻歌姬》 | 2018年9月 | 2020年1月9日  | [ 9 ] [ 17 ] |